# Pseudamnicola meloussensis
Pseudamnicola meloussensis es una especie de molusco gasterópodo de la familia Hydrobiidae.

## Distribución geográfica
Es endémica de Menorca (España).  